# Trochalus distinctus
Trochalus distinctus är en skalbaggsart som beskrevs av Moser 1918. Trochalus distinctus ingår i släktet Trochalus och familjen Melolonthidae. Inga underarter finns listade i Catalogue of Life.